# 卡爾文·洛克哈特
伯特·麥克勞西·庫柏（英語：Bert McClossy Cooper，1934年10月18日—2007年3月29日）或稱藝名卡爾文·洛克哈特（英語：Calvin Lockhart），巴哈馬裔美國男演員。事業初期的成名作為英國電影《喬安娜》（1968年），之後在黑人剝削電影《龍虎黑煞星》（1970年）中飾演德克·「牧師」·歐馬立（Deke "Reverend" O'Malley），其表現受到外界讚揚。其他著名作品如電影《黑玫瑰》（1972年）、《騙神騙鬼騙財星》（1975年）、《來去美國》（1988年），以及電視劇《錦繡豪門》（1985年至1986年）。

## 早期生活
卡爾文·洛克哈特生於巴哈馬拿骚，在家中八個孩子中年齡最小。父親是艾瑞克·庫柏（Eric Cooper）是巴哈馬裁縫師。18歲時移居紐約州紐約市。在柯柏聯盟工程學院念了一年書後，離開學校改追求演藝事業。他在皇后區開出租車並經營木工生意，同時試圖開創自己的演員生涯。

## 個人生活
洛克哈特結過四次婚，並育有兩子。1972年，他與牙買加模特兒塞爾瑪·沃爾特斯（Thelma Walters）結婚；他們於1978年離婚。1982年8月，洛克哈特在巴哈馬與英國商人琳恩·斯隆（Lynn Sloan）結婚；兩人後來離婚。1979年結識詹妮弗·邁爾斯（Jennifer Miles），後者於1981年生下長子。25年後，他和邁爾斯2006年正式結婚。
2007年3月29日，洛克哈特因中風併發症而逝世，享壽72歲。

## 外部連結
- 卡爾文·洛克哈特在互联网电影资料库（IMDb）上的資料（英文）
- McLellan, Dennis, "Calvin Lockhart, 72; Bahamian-born actor", The Los Angeles Times, 2007-04-07.
- "The Cocoa Lounge Remembers Calvin Lockhart" （页面存档备份，存于）. Biography. Cocoalounge.com
- Calvin Lockhart （页面存档备份，存于）(Aveleyman)